# L'Hôpital-sous-Rochefort
Pour les articles homonymes, voir L'Hôpital et Rochefort.
L'Hôpital-sous-Rochefort est une ancienne commune française située dans le département de la Loire en région Auvergne-Rhône-Alpes. Elle fusionne le 1er janvier 2025 avec Débats-Rivière-d'Orpra et Saint-Laurent-Rochefort pour constituer la commune nouvelle de Solore-en-Forez.

## Géographie

### Localisation
|                         |                          | Saint-Sixte |
| Saint-Laurent-Rochefort | L'Hôpital-sous-Rochefort |             |
|                         | Débats-Rivière-d'Orpra   |             |

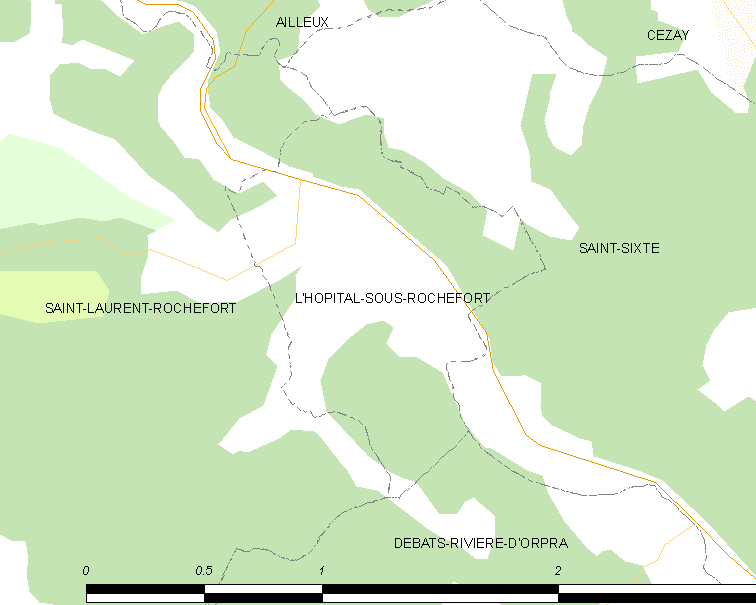
Localisation du village et des communes aux alentours

L'Hôpital-sous-Rochefort fait partie du Forez.

### Climat
Pour des articles plus généraux, voir Climat d'Auvergne-Rhône-Alpes et Climat de la Loire.
En 2010, le climat de la commune est de type climat des marges montargnardes, selon une étude du Centre national de la recherche scientifique s'appuyant sur une série de données couvrant la période 1971-2000. En 2020, Météo-France publie une typologie des climats de la France métropolitaine dans laquelle la commune est exposée à un climat de montagne ou de marges de montagne et est dans la région climatique Nord-est du Massif Central, caractérisée par une pluviométrie annuelle de 800 à 1 200 mm, bien répartie dans l’année.
Pour la période 1971-2000, la température annuelle moyenne est de 10,4 °C, avec une amplitude thermique annuelle de 16,6 °C. Le cumul annuel moyen de précipitations est de 904 mm, avec 10,6 jours de précipitations en janvier et 7,6 jours en juillet. Pour la période 1991-2020, la température moyenne annuelle observée sur la station météorologique de Météo-France la plus proche, « Boën-sur-Lignon », sur la commune de Boën-sur-Lignon à 6 km à vol d'oiseau, est de 11,8 °C et le cumul annuel moyen de précipitations est de 629,5 mm,. Pour l'avenir, les paramètres climatiques de la commune estimés pour 2050 selon différents scénarios d'émission de gaz à effet de serre sont consultables sur un site dédié publié par Météo-France en novembre 2022.

## Urbanisme

### Occupation des sols
L'occupation des sols de la commune, telle qu'elle ressort de la base de données européenne d’occupation biophysique des sols Corine Land Cover (CLC), est marquée par l'importance des territoires agricoles (50,4 % en 2018), une proportion identique à celle de 1990 (50,4 %). La répartition détaillée en 2018 est la suivante : 
forêts (49,6 %), prairies (31,8 %), zones agricoles hétérogènes (18,5 %). L'évolution de l’occupation des sols de la commune et de ses infrastructures peut être observée sur les différentes représentations cartographiques du territoire : la carte de Cassini (XVIIIe siècle), la carte d'état-major (1820-1866) et les cartes ou photos aériennes de l'IGN pour la période actuelle (1950 à aujourd'hui).

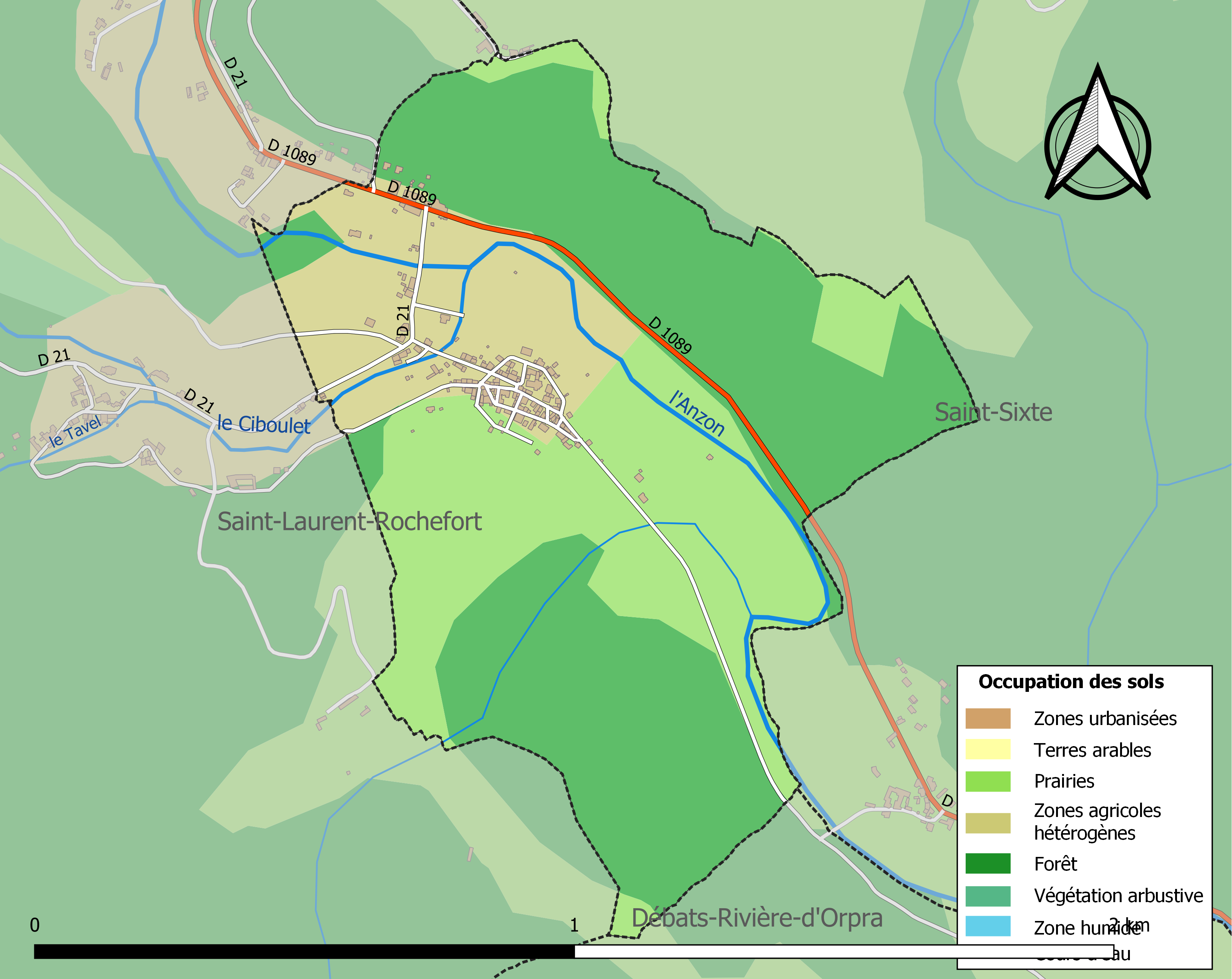
Carte des infrastructures et de l'occupation des sols de la commune en 2018 (CLC).

## Histoire
Située sur l'ancienne route reliant Lyon à Clermont et Limoges, la ville a été un relais important. Un prieuré casadéen y a été créé avec un hôpital, hospicium, puis des hostelleries et des auberges dans le faubourg nord-ouest. Il y avait par exemple celle du "Lion d'Or" où Montaigne aurait logé en 1581 à son retour du voyage d'Italie.
Bien que le prieuré puisse être plus ancien, c'est en 1116 qu'il apparaît dans une charte d'échange entre l'archevêque de Lyon et l'abbaye de la Chaise-Dieu.
Le preuré est sans défense et doit subir plusieurs pillages pendant la guerre de Cent Ans après 1350. En 1439, le comte Charles Ier de Bourbon accorde aux habitants le droit de construire un rempart autour de la ville. Guillaume Mastin de la Merlée, faisant partie de la famille de Merlée possédant des biens autour de Noirétable et Saint-Julien-la-Vêtre, a été prieur à L'Hôpital entre 1467 et 1485. Il a fait d'importants aménagements dans le logis prieural et dans l'église.
Les nouveaux tracés de routes au XVIIIe siècle ont fait éviter le village à la route Royale devenue la route nationale 89. C'est avec l'arrivée du chemin de fer et la gare de l'Hôpital que le village a retrouvé un peu d'animation.
La commune porte un projet de fusion avec Débats-Rivière-d'Orpra et Saint-Laurent-Rochefort afin de créer au 1er janvier 2025 une nouvelle entité.

## Politique et administration
| Période                                  | Période       | Identité          | Étiquette | Qualité |
| ---------------------------------------- | ------------- | ----------------- | --------- | ------- |
| Les données manquantes sont à compléter. |               |                   |           |         |
| avant 1988                               | ?             | Henri Vernin      |           |         |
| mars 2001                                | 2008          | Andrée Beal       |           |         |
| 2008                                     | 2011          | Jacky Thévenet    |           |         |
| 2011                                     | 2014          | Andrée Béal       |           |         |
| 2014                                     | décembre 2024 | Dominique Guillin |           |         |

L'Hôpital-sous-Rochefort faisait partie de la communauté de communes du Pays d'Astrée de 1995 à 2016 puis a intégré Loire Forez Agglomération.

## Démographie
L'évolution du nombre d'habitants est connue à travers les recensements de la population effectués dans la commune depuis 1793. Pour les communes de moins de 10 000 habitants, une enquête de recensement portant sur toute la population est réalisée tous les cinq ans, les populations de référence des années intermédiaires étant quant à elles estimées par interpolation ou extrapolation. Pour la commune, le premier recensement exhaustif entrant dans le cadre du nouveau dispositif a été réalisé en 2005.

En 2022, la commune comptait 106 habitants, en évolution de −4,5 % par rapport à 2016 (Loire : +1,32 %, France hors Mayotte : +2,11 %).
| 1793 | 1800 | 1806 | 1821 | 1831 | 1836 | 1841 | 1846 | 1851 |
| ---- | ---- | ---- | ---- | ---- | ---- | ---- | ---- | ---- |
| 249  | 242  | 272  | 285  | 279  | 292  | 293  | 302  | 283  |

| 1856 | 1861 | 1866 | 1872 | 1876 | 1881 | 1886 | 1891 | 1896 |
| ---- | ---- | ---- | ---- | ---- | ---- | ---- | ---- | ---- |
| 280  | 290  | 315  | 295  | 456  | 307  | 298  | 263  | 267  |

| 1901 | 1906 | 1911 | 1921 | 1926 | 1931 | 1936 | 1946 | 1954 |
| ---- | ---- | ---- | ---- | ---- | ---- | ---- | ---- | ---- |
| 256  | 283  | 230  | 230  | 221  | 217  | 201  | 235  | 228  |

| 1962 | 1968 | 1975 | 1982 | 1990 | 1999 | 2005 | 2006 | 2010 |
| ---- | ---- | ---- | ---- | ---- | ---- | ---- | ---- | ---- |
| 222  | 244  | 132  | 132  | 124  | 109  | 107  | 104  | 118  |

| 2015 | 2020 | 2022 | - | - | - | - | - | - |
| ---- | ---- | ---- | - | - | - | - | - | - |
| 112  | 108  | 106  | - | - | - | - | - | - |

## Culture locale et patrimoine

### Lieux et monuments
- Église Notre-Dame[15],[16].

Ancienne église du prieuré dépendant de l'abbaye de la Chaise-Dieu depuis l'accord de 1116 avec l'archevêque de Lyon. Il ne reste de l'église romane que le carré de la croisée du transept.
La nef a été refaite au XVe siècle ainsi que le clocher terminé en même temps que l'enceinte du village. La voûte de la nef est refaite par la prieur Guillaume de la Merlée. La voûte initiale était voûtée en berceau en plein cintre. Les croisillons et la travée du chœur sont voûtés en berceau brisé. Sur chaque croisillon sont ouvertes des chapelles avec absidioles communiquant avec le chœur. Le chœur comprend une travée droite se terminant sur une abside hémi-circulaire voûtée en cul-de-four.

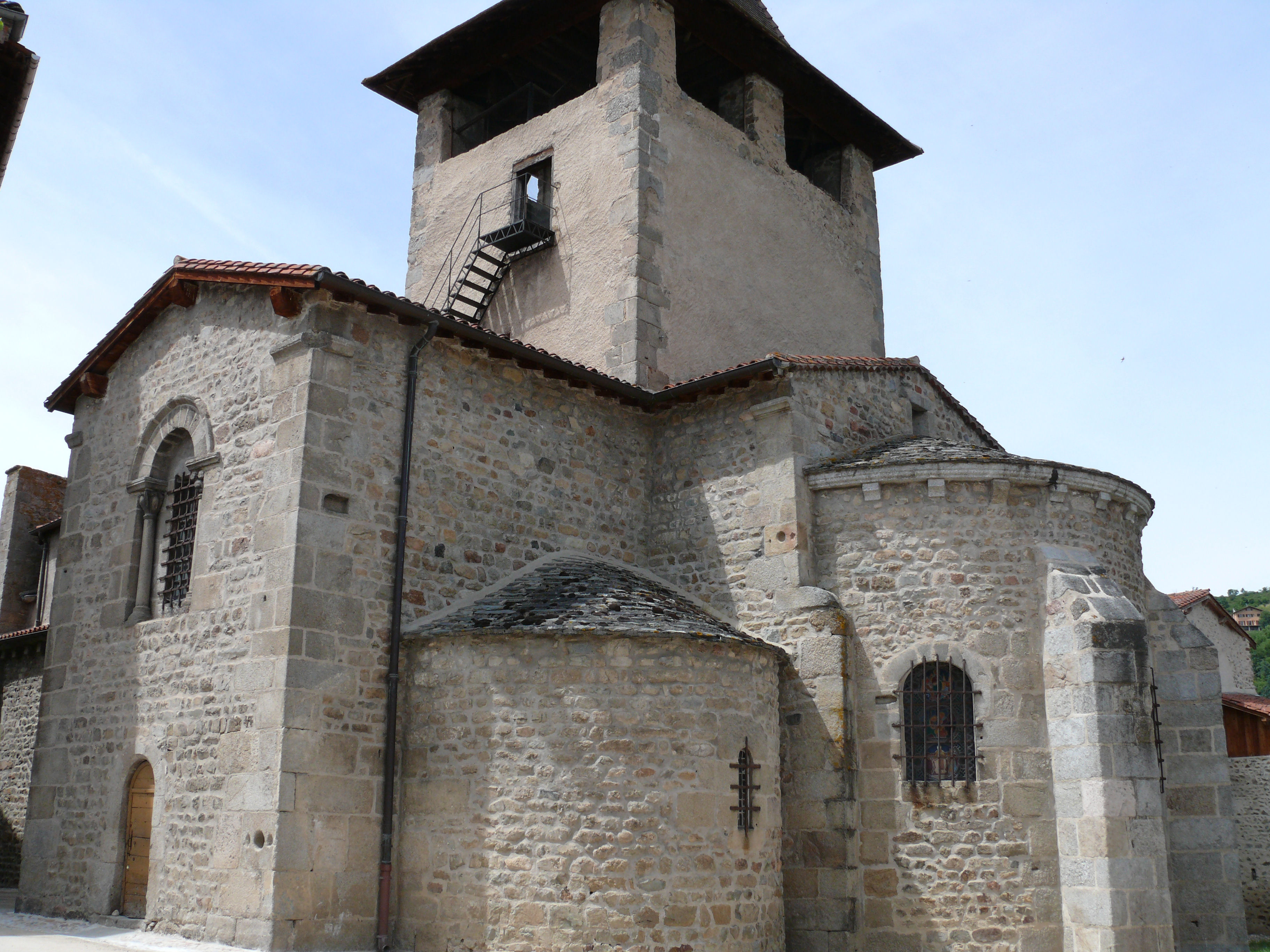
Chevet, croisillon sud du transept et clocher.
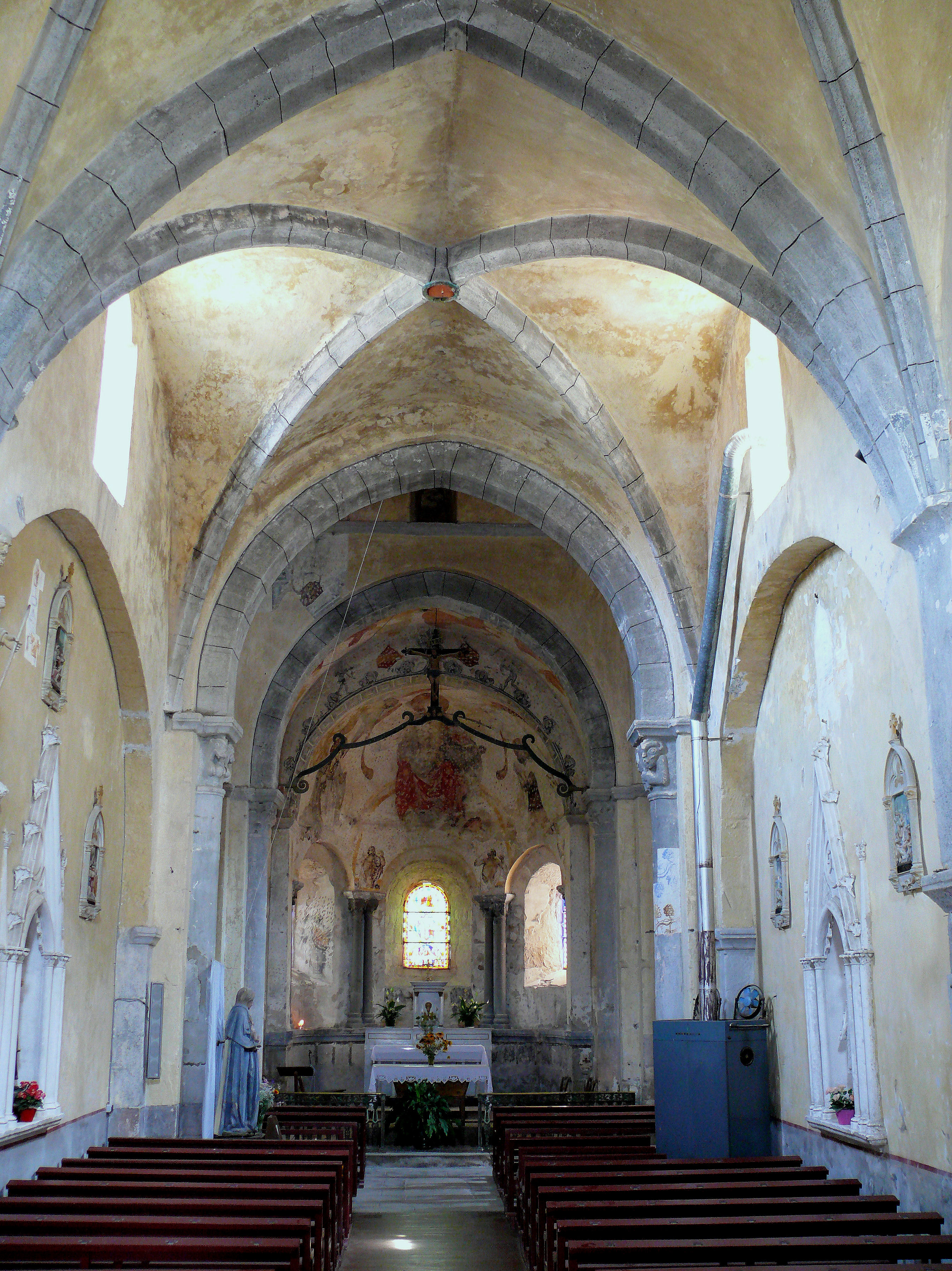
Nef.
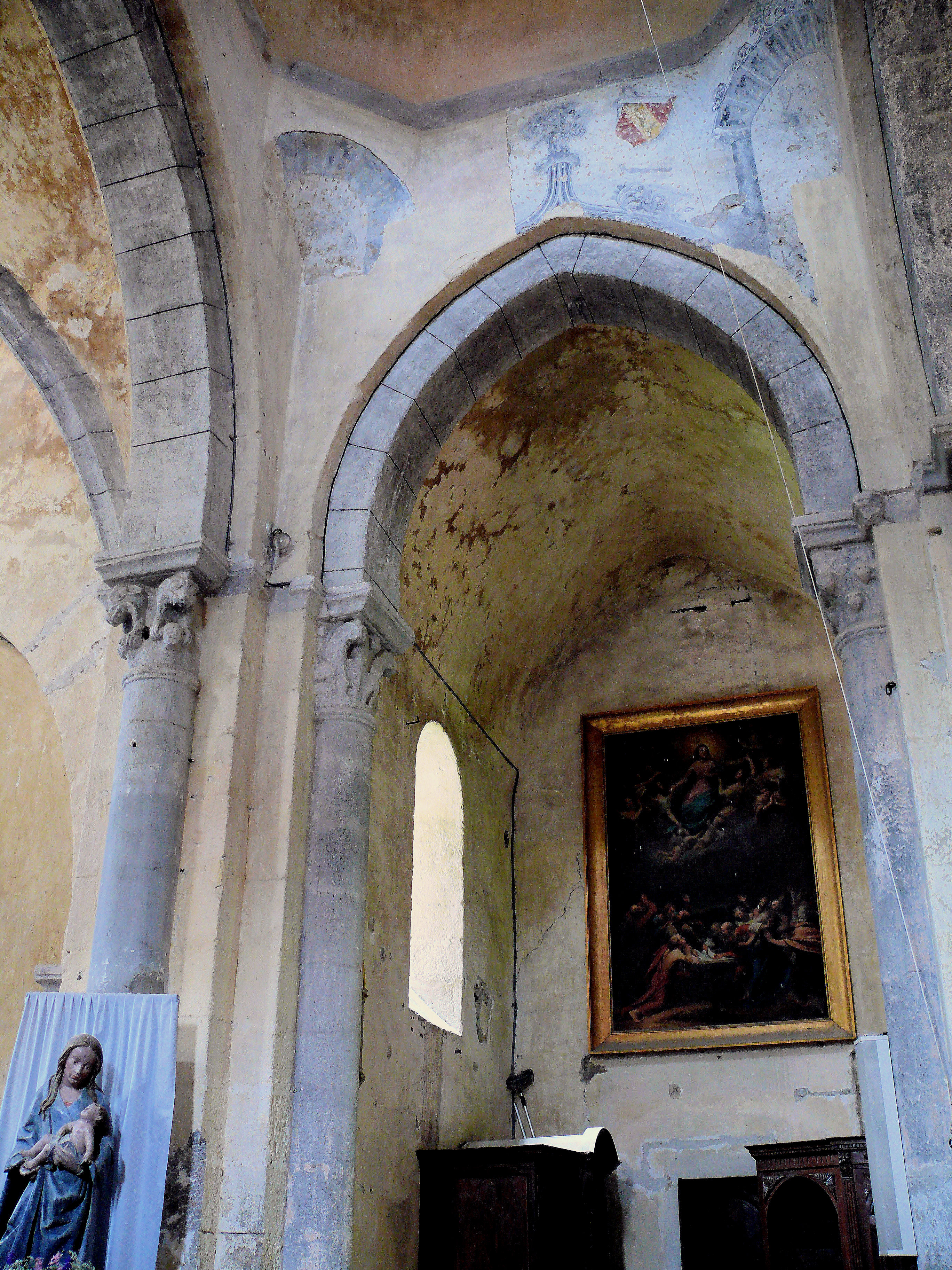
Croisée du transept, croisillon nord et Vierge à l'Enfant.

Le chœur a conservé des peintures murales du XVe siècle. Elles étaient connues depuis le XIXe siècle. En 2002, le restaurateur G.Emond a établi la stratification de celles-ci entre le XVe et XVIe siècles.
Le prieur Guillaume Mastin de la Merlée a fait peindre, vers 1485, les symboles des évangilistes sur la voûte de la travée du chœur.
La représentation de la Résurrection sur la voûte en cul-de-four de l'abside a été peinte par son successeur, Claude Raybe de Saint-Marcel d'Urfé, prieur de 1485 à 1509. Au XVIIIe siècle a été ajouté des scènes de la vie de la Vierge en camaïeu bleu au-dessus du Jugement dernier - Annonciation à droite et Visitation à gauche - avec des motifs (pampre de vigne, pots à feu...).
L'église possède un très belle statue de Vierge à l'Enfant attribuée à l'école de Michel Colombe. Mais elle peut aussi avoir été exécutée par Jean de Chartres qui a travaillé pour les ducs de Bourbon dans la mesure où elle a été commandée par le prieur Claude Raybe de Saint-Marcel d'Urfé qui en était le conseiller au début du XVIe siècle.

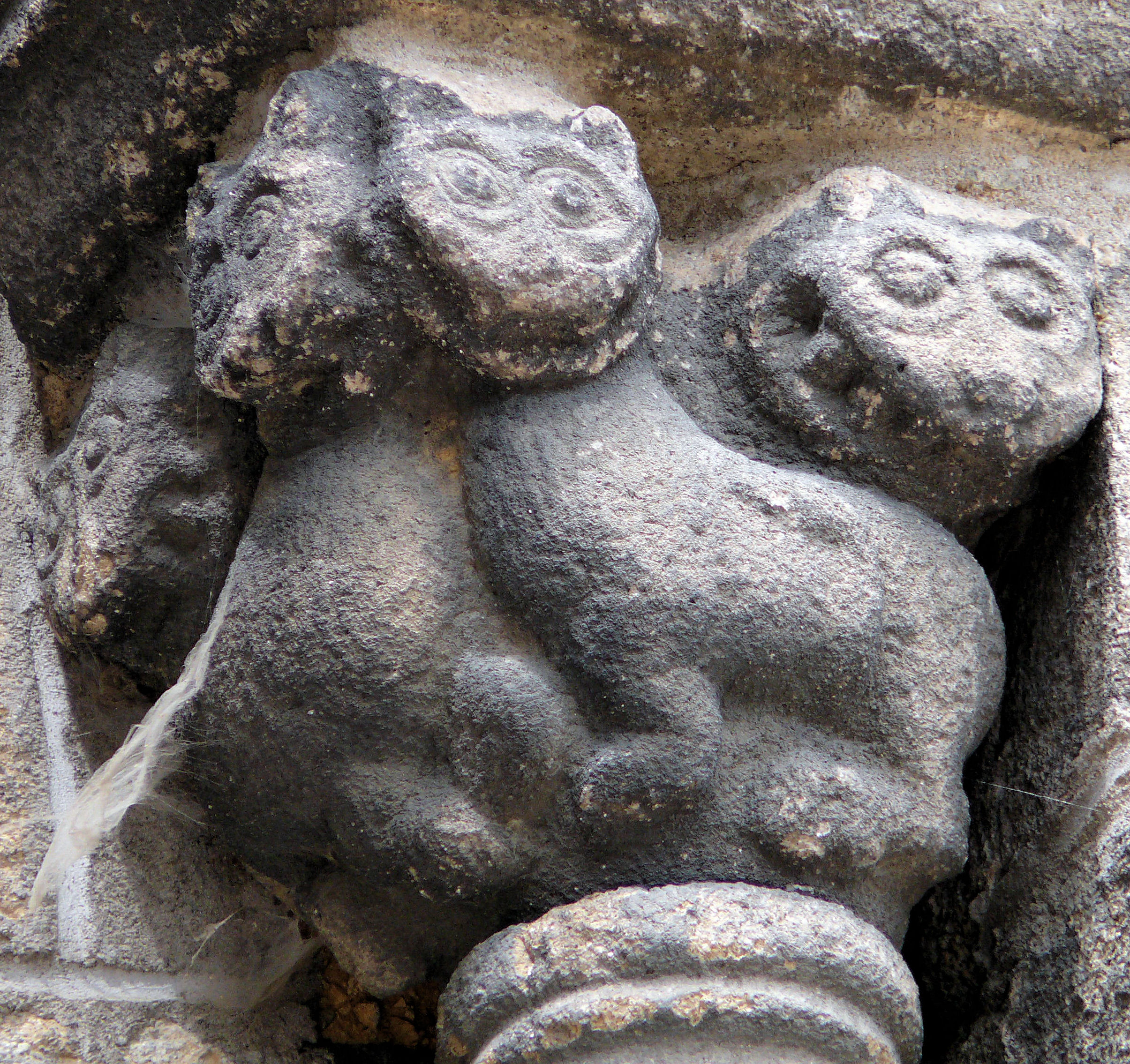
Chapiteau roman.
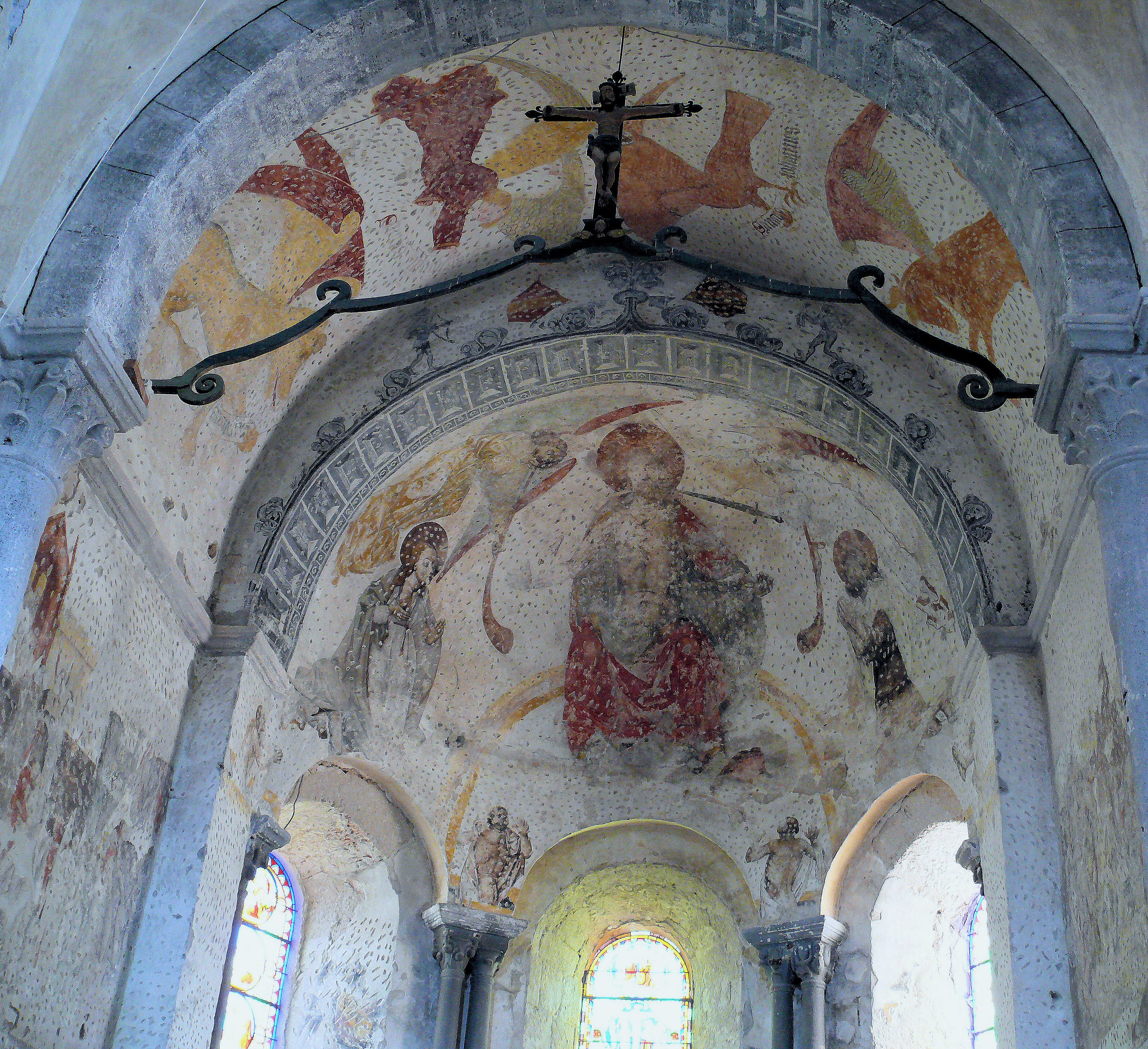
Peintures murales de la voûte de la travée du chœur et de l'abside.
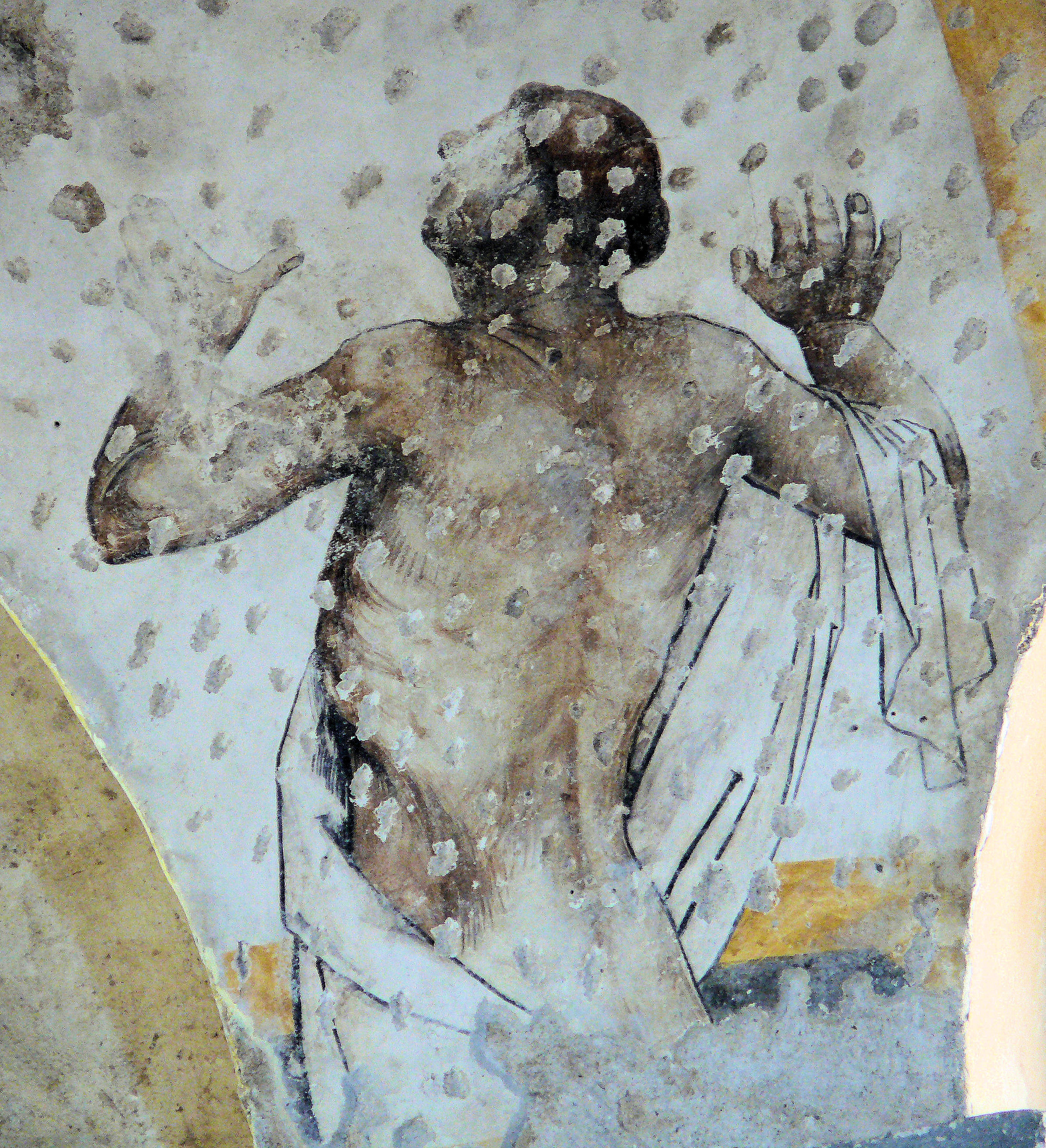
Un ressuscité de la peinture du Jugement dernier de l'abside.
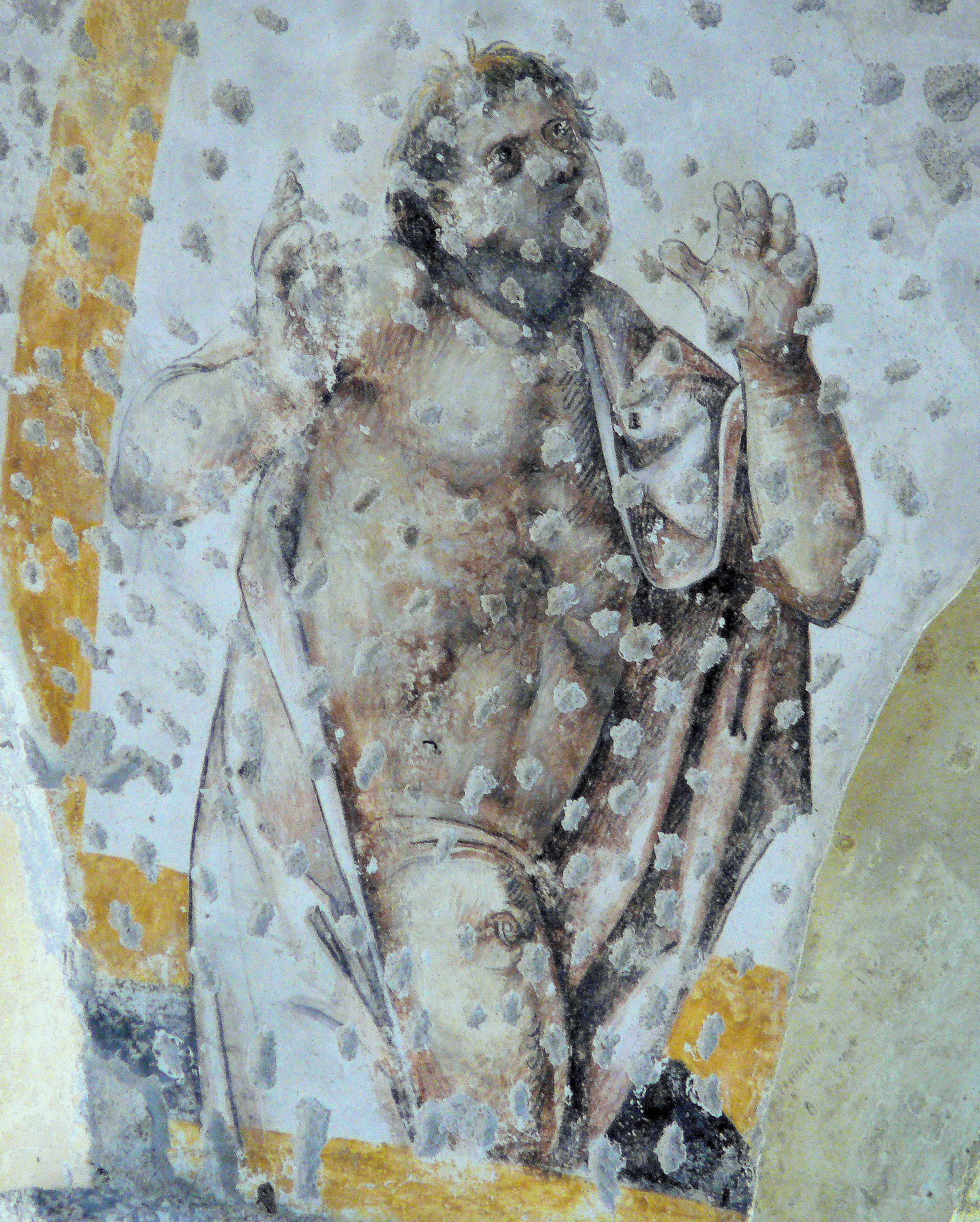
Un ressuscité.

- Prieuré[18].

Les bâtiments se trouvaient autour d'une cour rectangulaire. Le corps de bâtiment nord était intégré au rempart en comprend deux tours. Une porte du corps de bâtiment sud, aujourd'hui murée, permettait d'accéder à l'église. Les bâtiments ont été remaniés par le prieur Guillaume de Merlée et les dote de grandes cheminées qui portent ses armes. Le prieuré a commencé à décliner au XVIIe siècle. Le prieuré a été vendu comme bien national à la Révolution et divisé en plusieurs lots. Il a été ravagé par un incendie en 1960.
- Porte de Boën[19].

C'est un reste du rempart entourant le village construit à partir de 1439.
- Maison Coupat[20] :

La maison a appartenu à la famille Coupat jusqu'en 1936. Cette famille présente dans le village depuis le XVIe siècle comme des bourgeois aisés, maîtres de postes, magistrats et notaires.

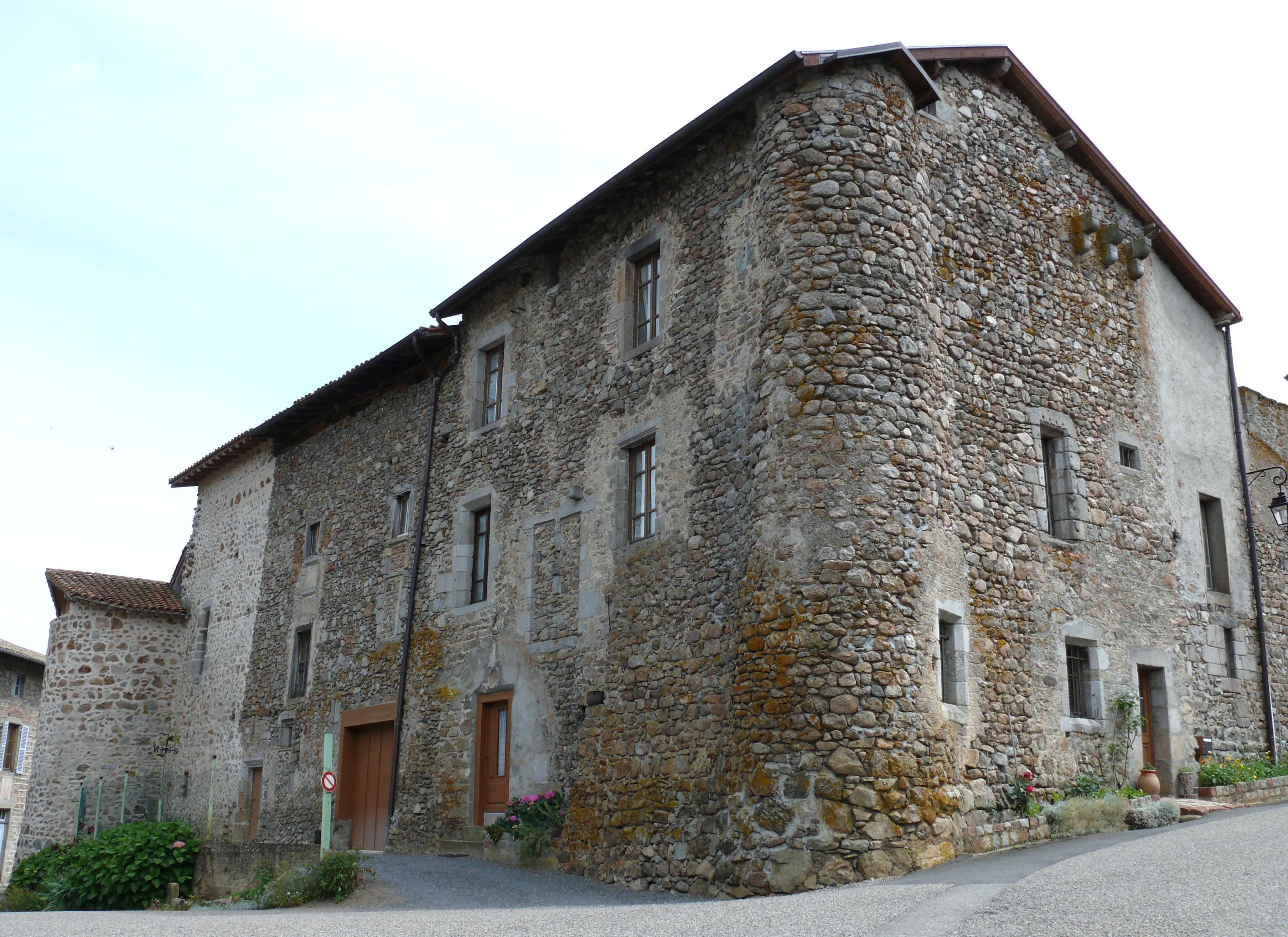
Prieuré.
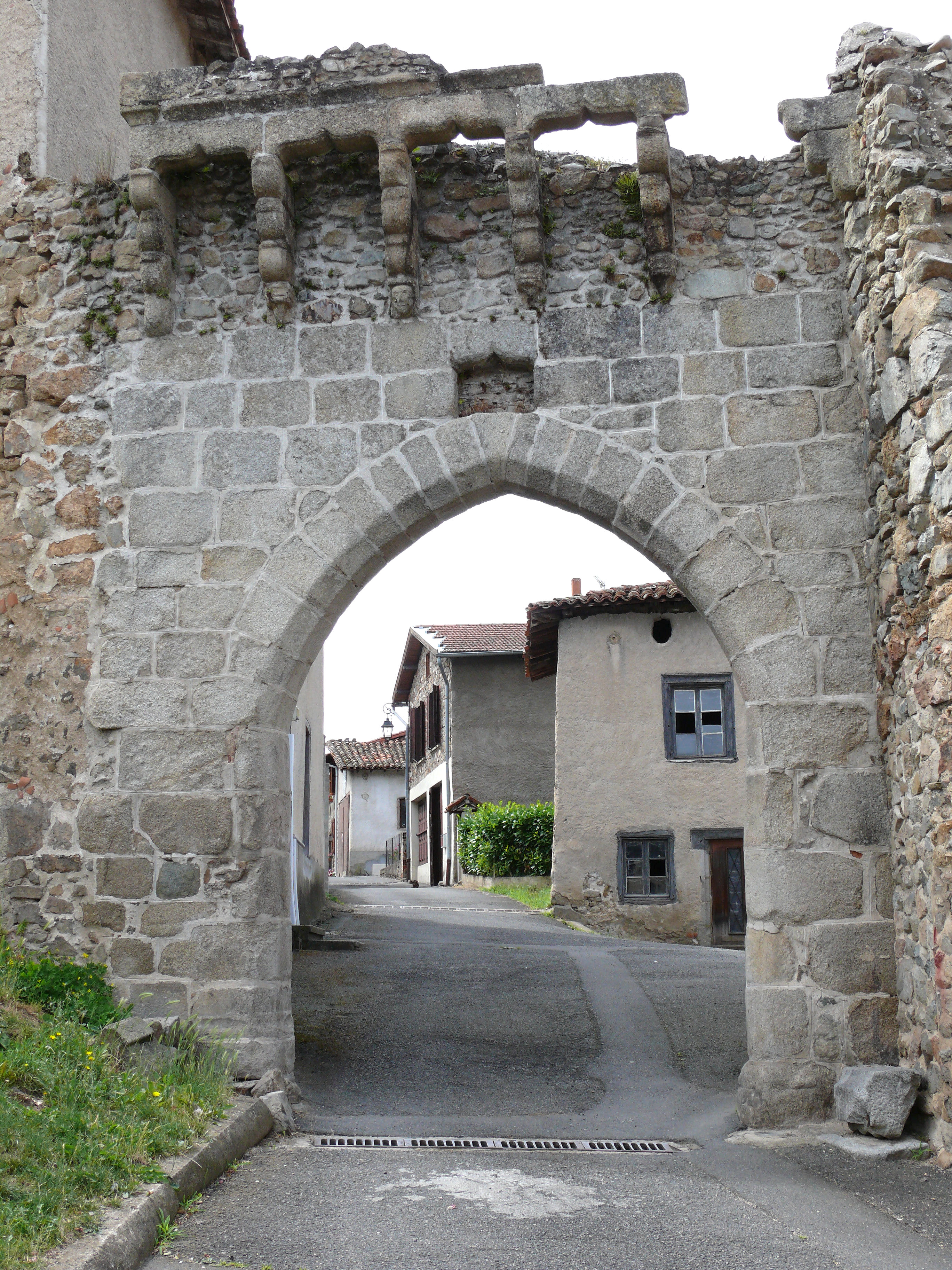
Porte de Boën.
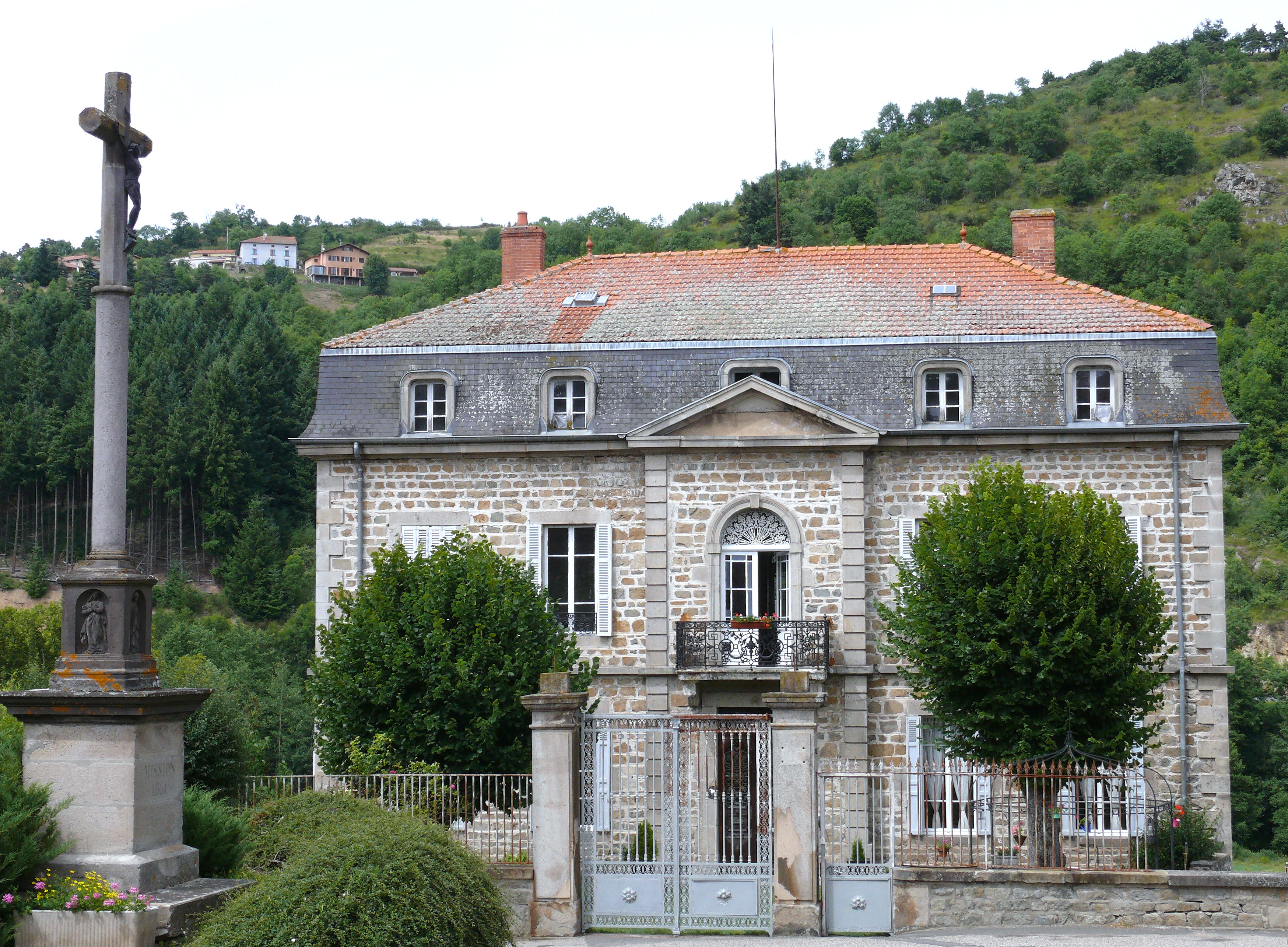
Maison Coupat.

### Héraldique
|  | Les armoiries de L'Hôpital-sous-Rochefort se blasonnent ainsi : De gueules à la bande d’or chargée de trois merles de sable, becqués et membrés de gueules, passant dans le sens de la bande. Création Conférence Héraldique |